# Heinrich II. (Nassau-Beilstein)
Heinrich II. von Nassau-Beilstein (* 29. September 1374; † kurz nach dem 12. Oktober 1412) war von 1378/80 bis zu seinem Tod Graf von Nassau-Beilstein. Er regierte die Grafschaft gemeinsam mit seinem jüngeren Bruder Reinhard (* 1377; † vor 1414/18).

## Leben
Heinrich war der älteste Sohn des Grafen Heinrich I. von Nassau-Beilstein und dessen Frau Meyna (Imagina) von Westerburg († um 1380). Noch zu Lebzeiten seines Vaters war Heinrich an der Regierung der Teilgrafschaft beteiligt. Nach des Vaters Tod um 1378/80 übernahmen Heinrich und sein Bruder Reinhard die Regierung. Heinrich erhielt das Schloss Beilstein und nahm den Titel „Herr zu Beilstein“ an. Reinhard erhielt das Schloss Liebenscheid. Die Grafschaft Nassau-Beilstein blieb jedoch ungeteilt. 
Nach seinem Regierungsantritt gelang es Heinrich, die finanzielle Lage der Grafschaft zu verbessern und zahlreiche Ansprüche, die sein Vater verpfändet hatte, wieder einzulösen. 
Im Streit um die Herrschaft Heinsberg, einem Erbe seiner Großmutter Adelheid von Heinsberg und Blankenburg, konnte er von Wilhelm von Jülich 1380 Ausgleichszahlungen in Form einer jährlichen Rente erhalten. Diese Rente, 50 Goldgulden aus der blankenbergischen Herbstbede, erhielt das Haus Nassau-Beilstein bis zu dessen erlöschen. Ebenfalls gelang es Heinrich, die von Nassau beanspruchten Hoheitsrechte über die Herrschaft zum Westerwald gegen Westerburg und Runkel verteidigen. 
Heinrich war 1406 auf dem Mainzer Reichstag anwesend. Hier gehörte er zu den Reichsständen, die zwischen König Ruprecht und dem Marbacher Bund einen Kompromiss aushandeln sollten.
Er starb wahrscheinlich kurz nach dem 12. Oktober 1412. Sein Erbe fiel an seine beiden Söhne Johann und Wilhelm. Diese regierten zunächst gemeinsam mit seinem Bruder Reinhard, der jedoch ab 1412 nicht mehr urkundlich erwähnt ist. Heinrich wurde im Mainzer Dom begraben.

## Familie
Heinrich war bereits vor 1383 mit Katharina von Randerode verheiratet. Das Paar hatte fünf Kinder:
- Katharina († 6. September 1459) ⚭ (1407) Graf Reinhard II. von Hanau
- Johann I. († 1473)
- Wilhelm († 18. April 1430) Dompropst zu Mainz
- Heinrich III. († 12. September 1477) zunächst im geistlichen Stand, dann Mitregent
- eine vor 1430 verstorbene Tochter